# 楠出入口
楠出入口（くすのきでいりぐち）は、名古屋市北区にある名古屋高速道路1号楠線の出入口である。

## 概要
都心環状線方面への入口と同方面からの出口のみを持つハーフインターチェンジである。この出入口から11号小牧線方面へは行けないため、隣りの豊山北入口を利用する。
国道41号大我麻町交差点の都心側に出入口が設けられ、国道302号（名古屋環状2号線）と接続する。センターランプ方式のため、車線右側から出入する。
2002年までは楠本線料金所が入口料金所として機能していたが今は独立しており、本線に流入する経路として通行する本線料金所はそのまま通過する。

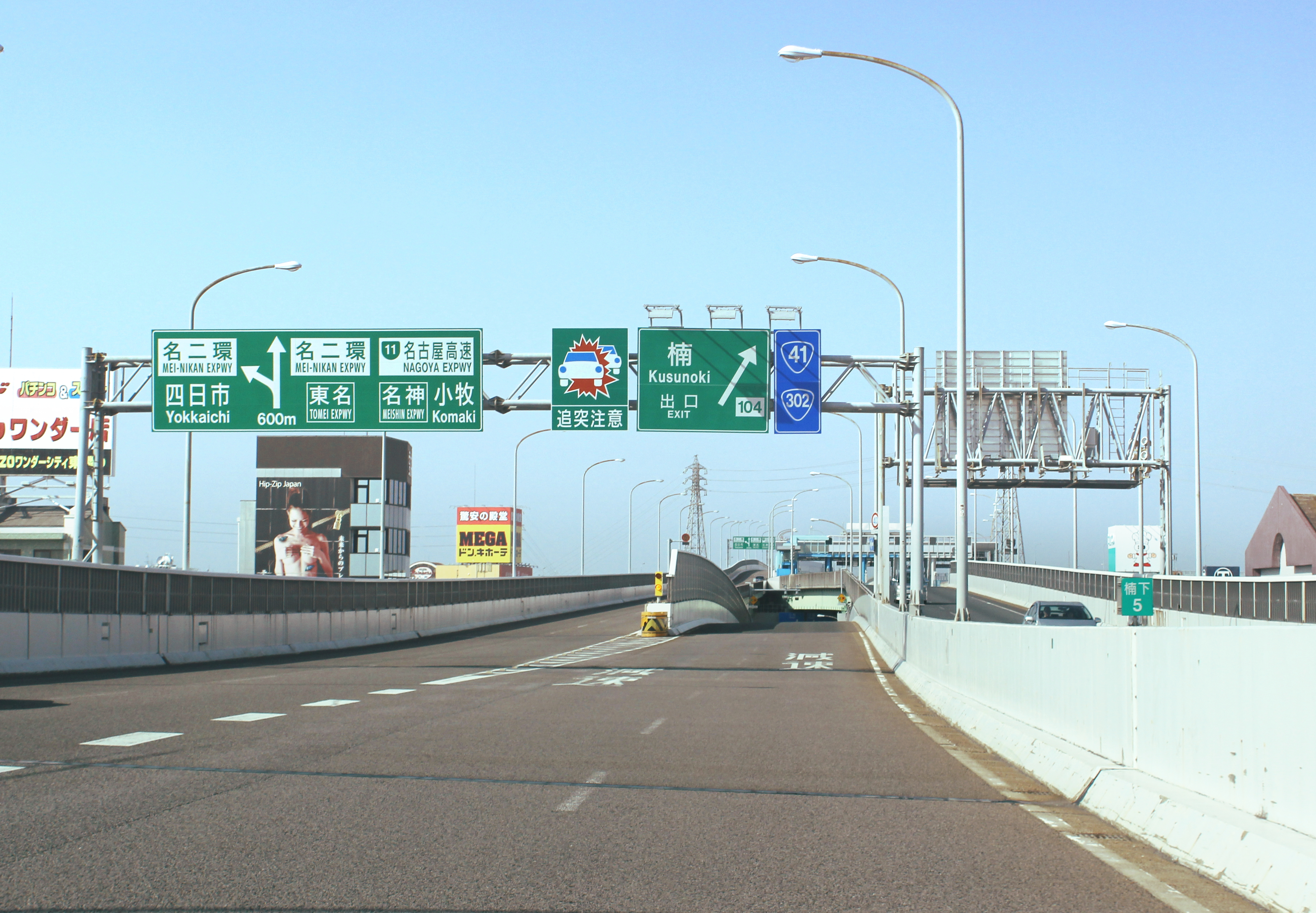
出口流出部。右車線から分岐する。

## 道路
- 名古屋高速1号楠線

## 接続する道路
- 直接接続
  - 国道41号（空港線）
- 間接接続
  - 国道302号（名古屋環状2号線）[5]

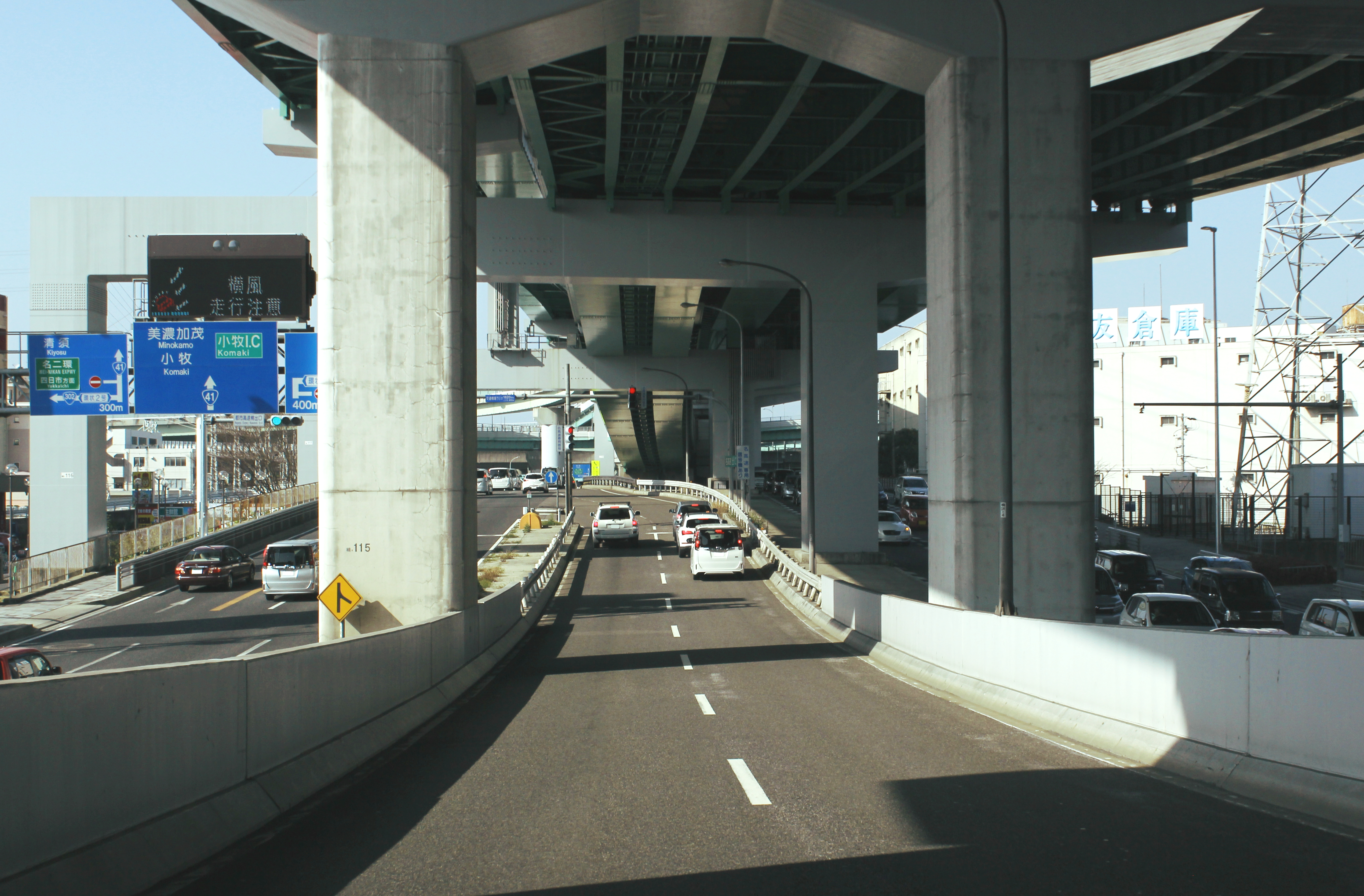
オフランプ。国道41号と直接接続。
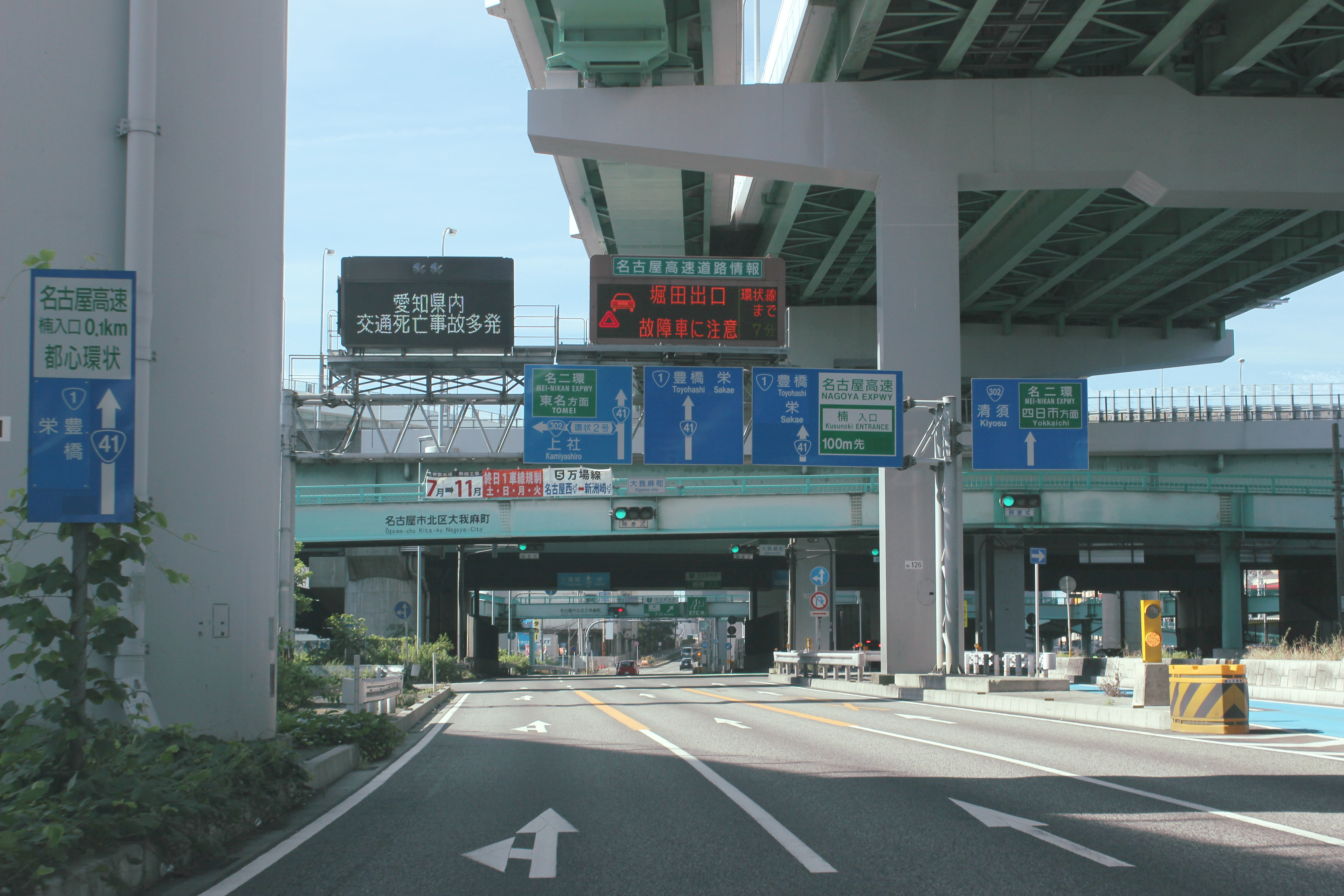
国道302号とは間接接続（大我麻町交差点）。

## 料金所

### 都心環状方面
- レーン数：2[2]
  - ETC専用：1
  - 一般：1

## 歴史
- 1988年（昭和63年）12月21日：開通[6]。
- 1994年（平成6年）11月16日 : 楠JCT - 萩野出入口通行止のため当該出入口も供用を中止[7][8]。
- 1995年（平成7年）9月19日 : 東片端JCT - 楠JCT開通により当該出入口の供用を再開[7]。
- 2002年（平成14年）
  - 9月5日 : 料金所新設工事のため10月20日まで終日通行止め[9][10]。
  - 11月22日 : 入口料金所を本線料金所から分離し、オンランプ上に新設[4]。

## 周辺
- 庄内川
- JR東海交通事業城北線 - 比良駅

## 隣
名古屋高速1号楠線
(102,103,112,113)黒川出入口 - 楠TB - (104,114)楠出入口 - 楠JCT